# Championnat de Finlande de football 1946-1947
Navigation
Saison précédente Saison suivante
La saison 1946-1947 du Championnat de Finlande de football était la 17e édition du championnat de première division en Finlande. Les 8 meilleurs clubs du pays sont répartis en une poule unique où ils s'affrontent deux fois, à domicile et à l'extérieur. Les deux derniers de la poule sont relégués en Ykkonen, la deuxième division finlandaise, tandis que les deux premiers du classement disputent le Championnat de Finlande face aux 2 meilleurs clubs « ouvriers ».
C'est le HIFK, club fédéral promu d'Ykkonen, qui remporte la compétition en battant lors de la finale d'appui le club ouvrier du TuTo Turku. C'est le 5e titre de champion de Finlande de l'histoire du club.

## Les 8 clubs participants
- Sudet Helsinki
- TPS Turku
- VIFK Vaasa
- HIFK - Promu d'Ykkonen
- KIF Helsinki
- HJK Helsinki - Promu d'Ykkonen
- HPS Helsinki
- VPS Vaasa

## Compétition

### Championnat de la Fédération
Le barème de points servant à établir le classement se décompose ainsi :
- Victoire : 2 points
- Match nul : 1 point
- Défaite : 0 point

| Rang | Équipe         | Pts | J  | G  | N | P  | Bp | Bc | Diff |
| ---- | -------------- | --- | -- | -- | - | -- | -- | -- | ---- |
| 1    | VIFK Vaasa T   | 20  | 14 | 10 | 0 | 4  | 44 | 25 | +19  |
| 2    | HIFK P         | 20  | 14 | 9  | 2 | 3  | 37 | 18 | +19  |
| 3    | VPS Vaasa      | 17  | 14 | 8  | 1 | 5  | 36 | 21 | +15  |
| 4    | TPS Turku      | 17  | 14 | 8  | 1 | 5  | 34 | 22 | +12  |
| 5    | HPS Helsinki   | 16  | 14 | 6  | 4 | 4  | 33 | 28 | +5   |
| 6    | HJK Helsinki P | 11  | 14 | 4  | 3 | 7  | 26 | 41 | -15  |
| 7    | Sudet Helsinki | 9   | 14 | 3  | 3 | 8  | 15 | 34 | -19  |
| 8    | KIF Helsinki   | 2   | 14 | 0  | 2 | 12 | 16 | 52 | -36  |

|  | Participation au Championnat de Finlande |
|  | Relégation en Ykkonen                    |
|  | T : Tenant du titre P : Promu d'Ykkonen  |

Le HIFK et le VIFK Vaasa, à égalité de points à l'issue de la phase de poule, doivent disputer une finale pour déterminer le vainqueur du championnat fédéral.
| Équipe 1   | Résultat | Équipe 2 |
| ---------- | -------- | -------- |
| VIFK Vaasa | 3 - 2    | HIFK     |

### Championnat de Finlande
Les deux premiers du championnat fédéral retrouvent les deux meilleurs clubs ouvriers pour le Championnat de Finlande, qui prend la forme d'une poule à 4 cette saison, où chaque club rencontre ses adversaires une fois.
| Rang | Équipe     | Pts | J | G | N | P | Bp | Bc | Diff |
| ---- | ---------- | --- | - | - | - | - | -- | -- | ---- |
| 1    | HIFK       | 4   | 3 | 2 | 0 | 1 | 10 | 5  | +5   |
| 2    | TuTo Turku | 4   | 3 | 2 | 0 | 1 | 7  | 6  | +1   |
| 3    | KTP Kotka  | 2   | 3 | 1 | 0 | 2 | 6  | 9  | -3   |
| 4    | VIFK Vaasa | 2   | 3 | 1 | 0 | 2 | 5  | 8  | -3   |

Le HIFK et le TuTo Turku, à égalité de points à l'issue de la phase de poule, doivent disputer une finale pour déterminer le vainqueur du championnat.
| Équipe 1 | Résultat | Équipe 2   |
| -------- | -------- | ---------- |
| HIFK     | 3 - 2    | TuTo Turku |

## Bilan de la saison
| Championnat de Finlande de football 1946-1947 |                 |
| Champion                                      | HIFK (5e titre) |
| Promotions et relégations                     |                 |
| Promus en Mestaruussarja                      | KuPS Kuopio     |
| Promus en Mestaruussarja                      | Jäntevä Kotka   |
| Relégués en Ykkönen                           | KIF Helsinki    |
| Relégués en Ykkönen                           | Sudet Helsinki  |